# 홍성요
홍성요(1979년 5월 26일 ~ )는 대한민국의 축구 선수로서 포지션은 수비수이다.